# Эггенбург
Эггенбург (нем. Eggenburg) — город  в Австрии, в федеральной земле Нижняя Австрия. 
Входит в состав округа Хорн.  Население составляет 3545 человек (на 31 декабря 2005 года). Занимает площадь 23,52 км². Официальный код  —  31105.

## Политическая ситуация
Бургомистр коммуны — Виллибальд Йордан (АНП) по результатам выборов 2005 года.
Совет представителей коммуны (нем. Gemeinderat) состоит из 23 мест.
- АНП занимает 15 мест.
- СДПА занимает 8 мест.